# Traves (Torí)
Traves (arpità Tràves) és un municipi italià, situat a la ciutat metropolitana de Torí, a la regió del Piemont. L'any 2007 tenia 545 habitants. Està situat a les Valls de Lanzo, una de les Valls arpitanes del Piemont. Limita amb els municipis de Germagnano, Mezzenile, Pessinetto i Viù.

## Administració
| Període | Identitat     | Partit        |
| ------- | ------------- | ------------- |
| 2004-   | Eraldo Perino | Llista cívica |